# Михајло Келбли
Михајло Келбли (Велики Бечкерек, 21. фебруар 1930) био је српски и југословенски кларинетиста. Келби је уметник, инструменталиста високог нивоа извођачке технике и индивидуалног извођачког профила као и југословенски педагог.

## Биографија
Михајло Келбли је рођен у Великом Бечкереку 21. фебруара 1930. године од оца Фрање и мајке Милисаве, рођене Петровић. У Зрењанину завршава основну школу и ниже разреде гимназије. По ослобођењу прелази у Нови Сад 1948. године и ту завршавара Трговачку академију.
Музиком се најпре бави као аматер свирајући гитару и саксофон, а професионално школовање на кларинету почео је у класи професора Антона Еберста у Музичкој школи Исидор Бајић у Новом Саду 1949. године. Поред Одсека за кларинет, 1953. године завршава и Наставничко-теоријски одсек са високом оценом.
Студије кларинета уписује 1953. – 1957. године на Музчкој академији . у Београду у класи професора Бруно Бруна Као студент друге године учествује на првом југословенском Такмичењу младих уметника Југославије у Љубљани 1956. године (II награда). Постдипломске студије завршава 26. септембра 1975. године на Факултету музичке уметности у Београду, у класи професора Бруно Бруна.
По завршетку студија постаје први кларинетиста у Камерном оркестру Радио-Новог Сада, а убрзо затим први кларинетиста у оркестру Опере Српског народног позоришта у Новом Саду. После одслужења војног рока, 1959. године, заснива редовни радни однос првог кларинетисте оркестра ’’Опере Српског народног позоришта у Новом Саду.
Педагошким радом бави се непрекидно од 1960. године до одласка у пензију, 1995. Био је професор кларинета у Средњој музичкој школи Исидор Бајић у Новом Саду и руководилац Дувачког одсека школе од 1973. до 1975. године.
Десетог јануара 1975. године изабран је за наставника кларинета у звању доцента на Академији уметности у Новом Саду (као једини и први дувачки инструмент на Академији), 26. јуна 1980. године прелази у звање ванредног професора, док је за редовног професора изабран 25. јануара 1985. године.

## Извођачка делатност
Концертантну делатност започиње 1960. године као соло-кларинетиста у оркестру Српског народног позоришта-Опера са балетом и Симфонијском оркестру Новосадске филхармоније. Наступа са Новосадском филхармонијом, Новосадским канерним ансамблом, Сарајевском филхармонијом, Прашким Радио-оркестром и Симфонијским оркестром „МАВ“ из Будимпеште.
Гостовао је у свим већим местима Војводине и Југославије: Београд, Загреб, Љубљана, Сарајево, Скопље, Опатија Приштина... Ван граница Југославије: у Мађарској, Италији, Чехословачкој, Румунији и Египту.
Композитор Рудолф Бручи му је посветио Концерт за кларинет и оркестар (22 : 35). Мр Михајло Келбли га је први пут извео 17. фебруара 1971. године у Новом Саду. Исте године концерт је с великим успехом изведен на Југославенској музичкој трибини у Опатији.
Следе наступи 1973. године на Опатијској музичкој трибини и на Фестивалу Дани музике у Будви (1974. године), у Херцег Новом 1983.
Јавне наступе овог уваженог уметника музичка критика је запазила, високо оценила и пропратила веома похвалним коментарима.

## Плоче и снимци
- Предузеће за израду грамофонских плоча Југотон је 1973. године снимило ЛП плочу на којој је кларинетиста Михајло Келбли бравурозно одсвирао Концерт за кларинет и оркестар Рудолфа Бручија[5] уз пратњу Новосадског камерног оркестра. Дириговао је Маријан Фајдига.
- Иста кућа, Југотон, снимила је и композицију Соната-Торсо[6] за кларинет и клавир (9 : 30) композитора Ивана Ковача, на којој је Михајло Келбли свирао кларинет уз клавирску пратњу Маријана Фајдиге.
- Снимао је за многе радио-станице: Нови Сад, Београд и Љубљанау, као и за ТВ: Нови Сад, Београд, Љубљана, Приштина и Рим.

## Педагошки рад и признања
Михајло Келбли делује у континуитету свих година радног века као један од најистакнутијих југословенскин педагога кларинета.
На почетку педагошке делатности освајали су, прво ученици, потом студенти, бројне дипломе и награде на Војвођанским, Савезним такмичењима и Такмичењима уметника Југославије.
У периоду 1975. – 1979. године, бива члан жирија на Покрајинским и Савезним такмичењима музичких школа 1977, 1979, 1980, 1983. године био је председник жирија на Такмичењу ученика музичких школа и студената Академија, а 1981. године и 1983. године члан зирија на Савезним такмиичењима, члан жирија на Такмичењу уметника Југославије у Загребу 1980.

## Друштвене и јавне активности
- Члан Комисијие за концертну делатност при покрајинском Удружењу музичких уметника Војводине.
- Потпредседник Удружења музичких уметника Војводине.
- Члан Комисије Удружења композитора Војводине за стимулацију уметничког стваралаштва.
- Члан радне групе Уметничке комисије Покрајинског савета интересне заједнице културе Војводине.
- Председник Наставно-научног већа Академије уметности - Нови Сад.
- Члан Наставно-научног већа Универзитета.
- Члан комисије за пријем нових кандидата у Удружење музичких уметника Војводине.
- Члан комисије Савеза музичких друштава Војводине.
- Члан Рецензентске групе за награђивање извођења домаћих дела озбиљне музике.
- Председник Комисије за полагање стручних испита за наставнике предмета Дрвени дувачки инструменти у САП Војводини.

## Награде и признања
1. За уметнички рад, град Нови Сад му додељује највише признање Октобарску награду 1972. године.
2. За изводење Концерта за кларинет и оркестар, Рудолфа Бручија 1978. године, Удружење музичких уметника Војводине додељује му награду Исидор Бајић.
3. За трајан допринос развитку музичког живота у САП Војводини, 1979. године Савез удружења музичких педагога Југославије додељује му Диплому почасног чланства.

## Написи и литература
- Лексикон југославенске музике, Загреб, 1984, св. I, 414.
- 40 година Фаkултета музичke уметности (Mузичke akадемије) 1937-1977, Универзитет уметности у Београду, Београд, 1977, 93 стр, последипломске студије 112 стр.
- 50 година Фаkултета музичke уметности (Mузичke akадемије), Универзитет уметности, Београд, 1988, 146 стр, последипломске студије 174 стр.